# 1183 Jutta
Jutta (asteróide 1183) é um asteróide da cintura principal com um diâmetro de 17,9 quilómetros, a 2,0711802 UA. Possui uma excentricidade de 0,1309068 e um período orbital de 1 343,75 dias (3,68 anos).
Jutta tem uma velocidade orbital média de 19,29376481 km/s e uma inclinação de 2,80264º.
Esse asteróide foi descoberto em 22 de Fevereiro de 1930 por Karl Reinmuth.